# Elecciones al Senado de Tailandia de 2008
Las Elecciones al Senado de Tailandia de 2008 tuvieron lugar en ese país el 2 de marzo para la elección de los 150 senadores que integran la Cámara bajo la constitución de 2007 y el gobierno surgido en las elecciones de finales de ese año.
Un total de 76 senadores fueron elegidos por sufragio universal, uno por cada provincia. La participación alcanzó el 56% de la población con derecho a voto. El mandato es por un periodo de seis años.
Mientras, los otros 74 senadores hasta completar los 150 de la Cámara Alta fueron designados por una Comisión de expertos encabezados por el presidente de la Corte Constitucional, Virat Limvichai, siguiendo el sistema establecido en la Constitución.
Las candidaturas de los senadores elegidos por designación de los expertos fueron presentadas por grupos de profesionales entre el 13 y el 18 de enero de 2008, mientras que un grupo designado por la Comisión Electoral investigó las credenciales de los candidatos antes de enviar las candidaturas para la nominación definitiva.
El 13 de marzo se eligió al Presidente, Prasopsuk Boondej, antiguo Presidente de la Corte de Apelaciones con el apoyo de 78 votos. Otros candidatos fueron Thaweesak Khidbanchong -vinculado al antiguo ministro Newin Chidchob- (45 votos), el General Lertrat Ratanawanit -vinculado a los líderes del golpe de Estado de 2006- (15 votos) y el también General Manoj Kraiwong (6 votos).